# Eric Kunze
Eric Kunze (* 1971 in San Diego) ist ein US-amerikanischer Broadway-Musicaldarsteller und Sänger.
Kunze war bereits an seiner High School, Rancho Buena Vista High im Chor und bei Theateraufführungen aktiv. Er studierte Schauspiel an der University of California, Irvine. In seinem vorletzten Studienjahr sprach und sang er in New York als 20-Jähriger für die Rolle des Marius in Les Misérables vor und bekam sie.
Wenn er nicht auf Tournee ist, leitet Kunze zusammen mit seiner langjährigen Kollegin und Freundin Gina De Luca die eigene Produktionsfirma Big City Broadway mit Sitz in San Diego.
Kunze hat Gesang bei Tony McDowell, Harry Garland und Bruce Kolb in Los Angeles studiert. Seine Schauspiellehrer waren Uta Hagen und Alan Savage in New York sowie Drew Tombrello, Andrew Barnicle und Robert Cohen in Los Angeles. Seine Tanzausbildung bekam er in New York bei Buzz Miller, Thommie Walsh, Mary Rotella und Susan Stroman sowie in Los Angeles bei Javier Velasco, Jack Tygett, Donale McKayle, El Gabriel und Bernard Johnson.

## Rollen
- Broadway – Damn Yankees in der Rolle des Joe Hardy (mit Jerry Lewis) am Marquis Theatre, Miss Saigon als Chris am Broadway Theatre, sowie als Marius in Les Miserable am Imperial Theatre.

- Nationale und internationale Tourneen – in Whistle Down the Wind, Jesus Christ Superstar (ersetzte Sebastian Bach in der Hauptrolle), Pippin, Miss Saigon, The Fantasticks und The Pirates of Penzance.

- Regionale Aufführungen – in Evita (Che), West Side Story (Tony Pittsburgh), South Pacific (Lt. Joe Cable), Damn Yankees (Joe Hardy), Jesus Christ Superstar (Jesus), Chess (Freddy), Joseph and the Amazing Technicolor Dreamcoat (Joseph), Into The Woods (Wolf), A Midsummer Night’s Dream (Demetrius) und A Man for All Seasons (Master Richard).

## Auszeichnungen
- Preisträger bei den 2008 IRNE Awards (Best Actor – Musical Large Theater) für die Titelrolle in Joseph and the Amazing Technicolor Dreamcoat (Reagle) und die männliche Hauptrolle in der National Tour des Musicals Whistle Down the Wind.[2]